# Lettische Badmintonmeisterschaft
Lettische Meisterschaften im Badminton werden in Lettland, zuerst als Meisterschaft der Sowjetrepublik, seit 1964 ausgetragen. Die Austragung von Mannschaftsmeisterschaften begann 1997, von Juniorenmeisterschaften ein Jahr später.
Die nationalen Meisterschaften gingen aus der UdSSR-Meisterschaft im Badminton hervor. Nach dem Zerfall der Sowjetunion starten Aserbaidschan, Armenien, Belorussland, Estland, Georgien, Lettland, Litauen, Moldawien, Russland und die Ukraine eigene Meisterschaften innerhalb des Europäischen Badmintonverbandes EBU, während Kasachstan, Kirgisien, Tadschikistan, Turkmenistan und Usbekistan eine neue Heimat im asiatischen Badmintonverband fanden.

## Die Titelträger
| Saison | Herreneinzel       | Dameneinzel         | Herrendoppel                        | Damendoppel                         | Mixed                                  |
| ------ | ------------------ | ------------------- | ----------------------------------- | ----------------------------------- | -------------------------------------- |
| 1964   | Jānis Ieviņš       | Skaidrīte Ieviņa    | Jānis Ieviņš Māris Deksnis          | Skaidrīte Kalēja Guna Karlsone      | Jānis Ieviņš Skaidrīte Ieviņa          |
| 1965   | Jānis Ieviņš       | Skaidrīte Ieviņa    | Jānis Ieviņš Māris Deksnis          | Skaidrīte Ieviņa Ārija Neimane      | Jānis Ieviņš Skaidrīte Ieviņa          |
| 1966   | Jānis Ieviņš       | Skaidrīte Ieviņa    | Viesturs Urdziņš Juris Jirgensons   | Skaidrīte Ieviņa Ināra Tērauda      | Jānis Ieviņš Skaidrīte Ieviņa          |
| 1967   | Jānis Ieviņš       | Skaidrīte Ieviņa    | Viesturs Urdziņš Juris Jirgensons   | Gundega Grīnuma I. Akmentiņa        | Jānis Ieviņš Gundega Grīnuma           |
| 1968   | Viesturs Urdziņš   | Gundega Grīnuma     | Viesturs Urdziņš Māris Deksnis      | Gundega Grīnuma Skaidrīte Ieviņa    | Viesturs Urdziņš Skaidrīte Ieviņa      |
| 1969   | Juris Jirgensons   | Gundega Grīnuma     | Juris Jirgensons Jānis Ieviņš       | Gundega Grīnuma Inese Lāce          | Jānis Ieviņš Gundega Grīnuma           |
| 1970   | Juris Jirgensons   | Gundega Grīnuma     | Juris Jirgensons Genādijs Feldmanis | Gundega Grīnuma Ināra Šķiņķe        | Genādijs Feldmanis Gundega Grīnuma     |
| 1971   | Māris Preinbergs   | Inese Lāce          | Jānis Ieviņš Māris Preinbergs       | Inese Lāce Skaidrīte Ieviņa         | Genādijs Feldmanis Skaidrīte Ieviņa    |
| 1972   | Māris Preinbergs   | Inese Lāce          | Juris Jirgensons Jānis Ieviņš       | Gundega Grīnuma Skaidrīte Ieviņa    | Jānis Ieviņš Sarmīte Auna              |
| 1973   | Egils Sudmalis     | Inese Lāce          | Juris Jirgensons Jānis Ieviņš       | Ināra Tērauda Sarmīte Auna          | Jānis Ieviņš Sarmīte Auna              |
| 1974   | Egils Sudmalis     | Gundega Grīnuma     | Juris Jirgensons Jānis Ieviņš       | Gundega Grīnuma Skaidrīte Ieviņa    | Jānis Ieviņš Gundega Grīnuma           |
| 1975   | Egils Sudmalis     | Gundega Grīnuma     | Jānis Trops Māris Sūkulis           | Gundega Grīnuma Inese Lāce          | Jānis Trops Gundega Grīnuma            |
| 1976   | Māris Preinbergs   | Gundega Grīnuma     | Māris Preinbergs Jānis Trops        | Gundega Grīnuma Anna Šlika          | Māris Preinbergs Gundega Grīnuma       |
| 1977   | Jānis Trops        | Gundega Grīnuma     | Māris Preinbergs Jānis Trops        | Gundega Grīnuma Anna Šlika          | Uldis Ābeltiņš Inese Lāce              |
| 1978   | Jānis Trops        | Una Ābeltiņa        | Vladimirs Uļjanovs Viktors Itkins   | Inese Lāce Maija Liepkalna          | Jānis Trops Una Ābeltiņa               |
| 1979   | Jānis Trops        | Gunta Veisa         | Māris Preinbergs Jānis Trops        | Gunta Veisa Marina Ļapkalo          | Viktors Itkins Marina Ļapkalo          |
| 1980   | Vladimirs Uļjanovs | Natālija Šora       | Vladimirs Uļjanovs Viktors Itkins   | Natālija Šora Marina Ļapkalo        | Viktors Itkins Marina Ļapkalo          |
| 1981   | Vladimirs Uļjanovs | Marina Ļapkalo      | Māris Preinbergs Jānis Ozoliņš      | Natālija Šora Marina Ļapkalo        | Viktors Itkins Marina Ļapkalo          |
| 1982   | Jānis Ozoliņš      | Natālija Šora       | Vladimirs Uļjanovs Viktors Itkins   | Natālija Šora Maija Liepkalna       | Vladimirs Uļjanovs Natālija Šora       |
| 1983   | Vladimirs Uļjanovs | Ginta Skrebele      | Māris Preinbergs Jānis Ozoliņš      | Svetlana Agarkova Ina Svilāne       | Vladimirs Uļjanovs Maija Liepkalna     |
| 1984   | Vladimirs Uļjanovs | Ginta Skrebele      | Vladimirs Uļjanovs Jurijs Uļjanovs  | Ginta Skrebele Dita Reinholde       | Aivars Tērauds Ginta Skrebele          |
| 1985   | Vladimirs Uļjanovs | Ginta Skrebele      | Aivars Tērauds Viktors Itkins       | Ginta Skrebele Dita Reinholde       | Viktors Itkins Ginta Skrebele          |
| 1986   | Vladimirs Uļjanovs | Ginta Skrebele      | Zintis Lejiņš Jānis Ozoliņš         | Ginta Skrebele Dita Reinholde       | Vladimirs Uļjanovs Ginta Skrebele      |
| 1987   | Vladimirs Uļjanovs | Ginta Skrebele      | Vladimirs Uļjanovs Jurijs Uļjanovs  | Ginta Skrebele Dita Reinholde       | Vladimirs Uļjanovs Ginta Skrebele      |
| 1988   | Vladimirs Uļjanovs | Ginta Skrebele      | Vladimirs Uļjanovs Jurijs Uļjanovs  | Ginta Skrebele Svetlana Agarkova    | Vladimirs Uļjanovs Ginta Skrebele      |
| 1989   | Vladimirs Uļjanovs | Ginta Skrebele      | Vladimirs Uļjanovs Aivars Tērauds   | Ginta Skrebele Svetlana Agarkova    | Vladimirs Uļjanovs Ginta Skrebele      |
| 1990   | Vladimirs Uļjanovs | Svetlana Agarkova   | Vladimirs Uļjanovs Jānis Kalniņš    | Svetlana Agarkova Gunta Karnupa     | Vladimirs Uļjanovs Svetlana Agarkova   |
| 1991   | Vladimirs Uļjanovs | Kristīne Tīruma     | Vladimirs Uļjanovs Jānis Kalniņš    | Ginta Skrebele Gunta Karnupa        | Vladimirs Uļjanovs Ginta Skrebele      |
| 1992   | Uģis Briedis       | Kristīne Tīruma     | Vladimirs Uļjanovs Jānis Kalniņš    | Kristīne Tīruma Linda Upmale        | Jānis Kalniņš Gunta Karnupa            |
| 1993   | Eduards Loze       | Kristīne Tīruma     | Eduards Loze Mārtiņš Kažemaks       | Kristīne Šefere Dace Šneidere       | Eduards Loze Dace Šneidere             |
| 1994   | Eduards Loze       | Kristīne Šefere     | Eduards Loze Mārtiņš Kažemaks       | Kristīne Šefere Dace Šneidere       | Eduards Loze Dace Šneidere             |
| 1995   | Eduards Loze       | Kristīne Tīruma     | Eduards Loze Jānis Kalniņš          | Kristīne Šefere Dace Šneidere       | Eduards Loze Dace Šneidere             |
| 1996   | Mārtiņš Kažemaks   | Kristīne Tīruma     | Mārtiņš Kažemaks Jānis Zagorskis    | Kristīne Tīruma Linda Brice         | Mārtiņš Kažemaks Kristīne Šefere       |
| 1997   | Eduards Loze       | Kristīne Šefere     | Eduards Loze Mārtiņš Kažemaks       | Kristīne Šefere Margarita Miķelsone | Eduards Loze Kristīne Šefere           |
| 1998   | Eduards Loze       | Kristīne Šefere     | Eduards Loze Mārtiņš Kažemaks       | Kristīne Tīruma Dace Šneidere       | Eduards Loze Kristīne Šefere           |
| 1999   | Eduards Loze       | Dace Šneidere       | Eduards Loze Mārtiņš Kažemaks       | Kristīne Šefere Margarita Miķelsone | Eduards Loze Kristīne Šefere           |
| 2000   | Mārtiņš Kažemaks   | Kristīne Šefere     | Mārtiņš Kažemaks Edijs Līviņš       | Kristīne Šefere Dace Šneidere       | Mārtiņš Kažemaks Margarita Miķelsone   |
| 2001   | Eduards Loze       | Kristīne Šefere     | Eduards Loze Mārtiņš Kažemaks       | Kristīne Šefere Margarita Miķelsone | Reinis Belasovs Kristīne Šefere        |
| 2002   | Eduards Loze       | Kristīne Šefere     | Eduards Loze Mārtiņš Kažemaks       | Kristīne Šefere Margarita Miķelsone | Imants Kelmers Kristīne Šefere         |
| 2003   | Eduards Loze       | Kristīne Šefere     | Kārlis Vidass Guntis Lavrinovičs    | Kristīne Šefere Margarita Miķelsone | Raimonds Cipe Kristīne Šefere          |
| 2004   | Kārlis Vidass      | Margarita Miķelsone | Kārlis Vidass Guntis Lavrinovičs    | Kristīne Šefere Margarita Miķelsone | Kārlis Vidass Kristīne Ķīsele          |
| 2005   | Kārlis Vidass      | Kristīne Šefere     | Kārlis Vidass Guntis Lavrinovičs    | Kristīne Šefere Margarita Miķelsone | Aivars Tērauds Kristīne Šefere         |
| 2006   | Edijs Līviņš       | Kristīne Šefere     | Kārlis Vidass Guntis Lavrinovičs    | Kristīne Šefere Margarita Miķelsone | Eduards Loze Kristīne Šefere           |
| 2007   | Eduards Loze       | Kristīne Šefere     | Eduards Loze Edijs Līviņš           | Kristīne Šefere Madara Puķīte       | Eduards Loze Kristīne Šefere           |
| 2008   | Kārlis Vidass      | Kristīne Šefere     | Kārlis Vidass Guntis Lavrinovičs    | Kristīne Šefere Madara Puķīte       | Eduards Loze Kristīne Šefere           |
| 2009   | Edijs Līviņš       | Kristīne Šefere     | Eduards Loze Edijs Līviņš           | Kristīne Šefere Dace Šneidere       | Eduards Loze Kristīne Šefere           |
| 2010   | Eduards Loze       | Kristīne Šefere     | Raimonds Cipe Jānis Valeinis        | Kristīne Šefere Ieva Pope           | Guntis Lavrinovičs Kristīne Šefere     |
| 2011   | Raimonds Cipe      | Ieva Pope           | Guntis Lavrinovičs Kārlis Vidass    | Kristīne Šefere Ieva Pope           | Eduards Loze Kristīne Šefere           |
| 2012   | Guntis Lavrinovičs | Monika Radovska     | Guntis Lavrinovičs Artūrs Akmens    | Jekaterina Romanova Ieva Eglīte     | Guntis Lavrinovičs Jekaterina Romanova |
| 2013   | Kārlis Vidass      | Kristīne Šefere     | Kārlis Vidass Guntis Lavrinovičs    | Ieva Pope Kristīne Šefere           | Kārlis Vidass Monika Radovska          |
| 2014   | Kārlis Vidass      | Kristīne Šefere     | Kārlis Vidass Guntis Lavrinovičs    | Ieva Pope Kristīne Šefere           | Kārlis Vidass Monika Radovska          |
| 2015   | Niks Podosinoviks  | Monika Radovska     | Edijs Līviņš Toms Preinbergs        | Ieva Pope Kristīne Šefere           | Reinis Krauklis Kristīne Šefere        |
| 2016   | Niks Podosinoviks  | Kristīne Šefere     | Jānis K. Gulbis Teodors Kerimovs    | Aija Pope Kristīne Šefere           | Niks Podosinoviks Kristīne Šefere      |
| 2017   | Niks Podosinoviks  | Monika Radovska     | Niks Podosinoviks Reinis Šefers     | Monika Radovska Jekaterina Romanova | Guntis Lavrinovičs Jekaterina Romanova |
| 2018   | Niks Podosinoviks  | Una Berga           | Niks Podosinoviks Reinis Šefers     | Monika Radovska Ieva Pope           | Niks Podosinoviks Ieva Pope            |
| 2019   | Niks Podosinoviks  | Jekaterina Romanova | Niks Podosinoviks Reinis Šefers     | Jekaterina Romanova Liāna Lencēviča | Reinis Krauklis Diāna Stognija         |
| 2020   | Niks Podosinoviks  | Una Berga           | Pauls Gureckis Kārlis Vidass        | Jekaterina Romanova Liāna Lencēviča | Teodors Kerimovs Jekaterina Romanova   |
| 2021   | Niks Podosinoviks  | Ieva Pope           | Edijs Līviņš Toms Preinbergs        | Anna Kupča Jekaterina Romanova      | Teodors Kerimovs Jekaterina Romanova   |
| 2022   | Niks Podosinoviks  | Anna Kupča          | Artūrs Akmens Reinis Krauklis       | Anna Kupča Jekaterina Romanova      | Reinis Krauklis Diāna Stognija         |
| 2023   | Niks Podosinoviks  | Ieva Pope           | Artūrs Akmens Reinis Krauklis       | Anna Kupča Jekaterina Romanova      | Artūrs Akmens Annija Rulle-Titava      |
| 2024   | Niks Podosinoviks  | Jekaterina Romanova | Artūrs Akmens Reinis Krauklis       | Liāna Lenceviča Jekaterina Romanova | Toms Sala Kristīne Gurecka             |
| 2025   | Niks Podosinoviks  | Jekaterina Romanova | Artūrs Akmens Reinis Krauklis       | Anna Kupča Jekaterina Romanova      | Artūrs Akmens Anna Kupča               |